# Wheaton (Minnesota)
Wheaton è una città degli Stati Uniti d'America, situata in Minnesota, nella contea di Traverse, della quale è il capoluogo.